# Bob Fitzgerald (basket-ball)
Robert Fitzgerald (né le 14 mars 1923 dans le Queens, borough de New York et mort le 23 juillet 1983 à Southampton, dans l'État de New York) est un joueur américain de basket-ball. Après avoir évolué, dans le championnat universitaire, sous les couleurs des Rams de Fordham, il fait partie de plusieurs équipes de National Basketball League et de Basketball Association of America (BAA), ancêtre de la National Basketball Association (NBA). Il remporte le titre NBL avec les Royals de Rochester en 1946.